# Andor Szanyi
Andor Szanyi (né le 1er août 1964) est un haltérophile hongrois.
Il remporte le titre mondial en 1985 dans la catégorie 100 kg, et la médaille de bronze lors des deux championnats du monde qui ont suivi. Il est champion d'Europe en 1987.
Sa médaille d'argent remportée lors des Jeux olympiques d'été de 1988 lui a été retirée après un contrôle antidopage positif au stanozolol, un stéroide anabolisant.